# Anastassija Iwanowna Archipowa

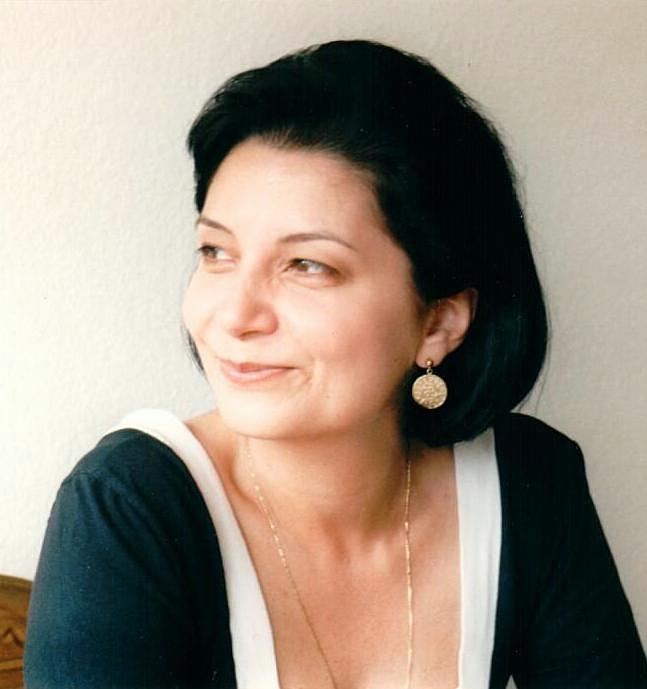
Anastassija Iwanowna Archipowa

Anastassija Iwanowna Archipowa (russisch Анастасия Ивановна Архипова; * 8. August 1955 in Moskau) ist eine russische Malerin, Designerin und Illustratorin.

## Leben
Sie studierte bis 1978 am Surikow-Kunstinstitut in Moskau, bevor sie ihre berufliche Laufbahn als Designerin von Plakaten begann. International bekannt wurde sie als Illustratorin von Werken klassischer Autoren wie Miguel de Cervantes, Johann Wolfgang von Goethe, Molière und William Shakespeare sowie der Märchen von Hans Christian Andersen und der Gebrüder Grimm. 2022 wurde verkündet, dass sie 2024 Jurypräsidentin des Hans-Christian-Andersen-Preises sein wird.
Anastassija Archipowa lebt und arbeitet in Moskau.

## Illustrationen (Auswahl)
Archipowa illustrierte unter anderem folgende Werke:
- Eine Weihnachtsgeschichte, München: ArsEdition, 2009, ISBN 978-3-7607-1400-4
- Les grands contes de Grimm, Paris: Michel Jeunesse, 2004, ISBN 2-226-10185-3
- Die schönsten Märchen von Hans Christian Andersen, Gütersloh: RM-Buch-und-Medien-Vertrieb, 2002
- Und sie folgten einem hellen Stern : eine dreidimensionale Weihnachtskrippe, von Anastassija Archipowa, Wien: Esslinger Verlag Schreiber, 2001, ISBN 3-480-21477-0
- Hallo, Hase! : Eine Bilderbuchgeschichte, gemalt von Anastassija Archipowa, Wien: Österr. Bundesverlag, 1992, ISBN 3-215-07848-1